# Zvi Thau

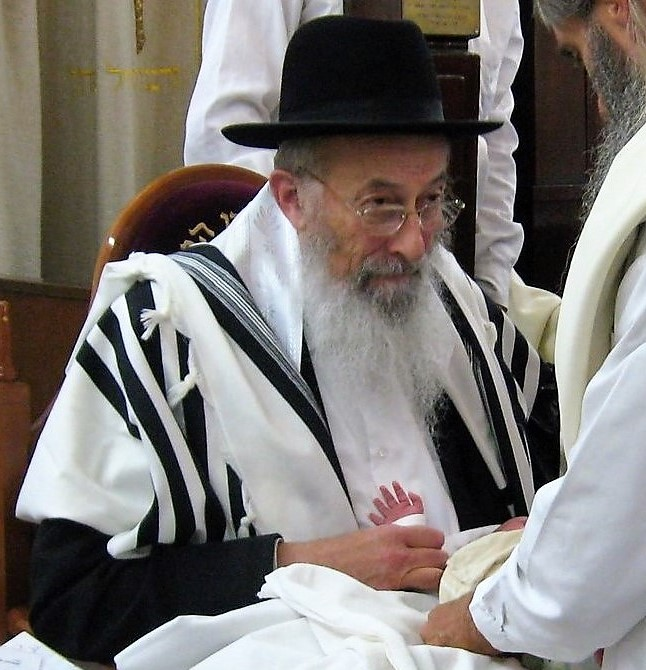
Zvi Thau (2008)

Zvi Yisrael Thau (hebräisch צבי ישראל טאו; * 1. Januar 1938 in Wien) ist ein israelischer orthodoxer Rabbiner und eine zentrale Persönlichkeit der religiös-zionistischen Bewegung. Er gilt als einer der wichtigsten Schüler von Rabbi Zwi Jehuda Kook und ist Mitbegründer sowie ideologischer Leiter der Jeschiwa Har Hamor in Jerusalem und der religiös-konservativen israelischen Partei Noam, sowie Teil der Chardal-Bewegung.

## Leben
Thau wurde am 1. Januar 1938 als Hans Thau in Wien geboren. Die Familie flüchtete im selben Jahr, nach dem „Anschluss“ Österreichs an Nazi-Deutschland, nach Hilversum und überlebte den Holocaust, wobei seine Mutter ihn und seine Geschwister als Masernkranke tarnte, um sie zu schützen.
Nach dem Zweiten Weltkrieg emigrierte Thau nach Israel und begann seine religiöse Ausbildung an der Jeschiwa HaDarom unter Rabbi Jehuda Amital. Später studierte er an der Mercaz HaRav Jeschiwa in Jerusalem, wo er ein enger Schüler von Rabbi Zwi Jehuda Kook wurde. Dort wurde er mit den Lehren von Rabbi Abraham Isaak Kook vertraut gemacht, die seine religiös-zionistische Weltanschauung prägen.
Thau ist einer der geistigen Führer der streng religiösen Chardal-Bewegung, die orthodoxen Nationalismus mit einer kompromisslosen Halacha-Treue verbindet, und Gründer der Yeshivat Har Hamor, dem ideologischen Zentrum dieser Strömung. Er ist zudem spiritueller Kopf der religiös-konservativen Noam-Partei, die sich gegen LGBTQ-Rechte ausspricht und eine orthodoxe, gesellschaftlich konservative Ordnung in Israel anstrebt.
Er gründete Noam 2019 mit Avi Maoz, der unter Benjamin Netanjahu von Dezember 2023 bis März 2025 stellvertretender Minister für jüdische nationale Identität war.

## Tätigkeit an der Mercaz HaRav und Gründung der Har Hamor Jeschiwa
In den 1960er Jahren nahm Thau eine führende Rolle an der Mercaz HaRav Jeschiwa ein. 1997 kam es zu einem Bruch, als Thau und weitere Rabbiner und Studenten die Yeschiwa verließen, weil sie die Einführung eines akademischen Lehrplans ablehnten. Sie gründeten die Har Hamor Jeschiwa, deren ideologischer Leiter Thau seitdem ist. Der Name „Har Hamor“ („Berg des Myrrhe“) ist zugleich ein Akronym für „Hemshech Mercaz HaRav“ (Nachfolger von Mercaz HaRav).

## Persönliches
Thau war mit Chana Thau verheiratet, die als Pionierin des Tora-Studiums für Frauen in der orthodoxen Gesellschaft gilt. Nach ihrem Tod heiratete er Batya Cohen, die als klinische Leiterin einer Klinik für Essstörungen bei orthodoxen und charedischen Patienten tätig ist. Thau hat vier Kinder, darunter zwei Söhne, die ebenfalls Rabbiner sind.

## Kontroversen
Thau geriet in die Kritik, insbesondere wegen seiner Verteidigung des charedischen Psychologen und Autors Chaim Walder, der wegen sexuellen Fehlverhaltens verurteilt wurde. Zudem wurde gegen Thau selbst eine polizeiliche Untersuchung wegen Vorwürfen sexueller Übergriffe eingeleitet.